# Deuteragonista lutea
Deuteragonista lutea är en tvåvingeart som beskrevs av Mario Bezzi 1909. Deuteragonista lutea ingår i släktet Deuteragonista och familjen dansflugor. Inga underarter finns listade i Catalogue of Life.